# Armand Jean Le Bouthillier de Rancé

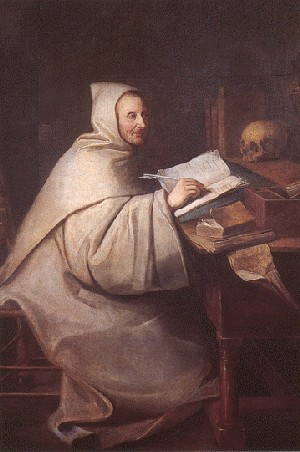
Armand Jean Le Bouthillier de Rancé, pintat per Jacint Rigau (Abadia de La Grande Trappe).

Armand Jean Le Bouthillier de Rancé (París, 9 de gener de 1626 - Abadia de La Trappe, Soligny-la-Trappe, 27 d'octubre de 1700), fou un monjo francès, precursor de l'Orde Cistercenc de l'Estricta Observança o dels Trapencs, que es fundaria en 1892.

## Biografia
Armand-Jean Le Bouthillier de Rancé era de família noble, amb influència a la cort (fill de Denis Le Bouthillier de Rancé, secretari privat de la reina Maria de Mèdici), i emparentada amb el cardenal Richelieu, de qui pren el nom d'Armand-Jean. Comença la carrera militar, però en morir el seu germà Denis, la família li fa emprendre la carrera religiosa per tal de conservar els beneficis eclesiàstics que havia de tenir Denis. Als onze anys, en 1637, és canonge de la catedral de Notre-Dame de París i abat comandatari de cinc monestirs, entre els quals l'abadia de La Trappe (Normandia). En 1638, mor la seva mare i en 1650 el seu pare. En 1643 s'havia diplomat com a mestre en arts.
En 1650 coneix la duquessa de Montbazon, que l'introdueix a la cort i a la vida mundana i de qui es fa amant, tot i que és catorze anys major que ell. S'ordena prevere en 1651, on ha estat condeixeble de Jacques-Bénigne Bossuet. En 1652 es llicencia i dos anys més tard es doctora a la Sorbona. És ardiaca al bisbat de Tours, on un oncle seu, Victor Bouthillier, és arquebisbe. El 28 d'abril de 1657 mor la seva amant: el dolor per la pèrdua fa que canviï de vida, i durant tres anys es retira a meditar a la finca familiar de Véretz, prop de Tours. Hi llegeix i tradueix alguns Pares de l'Església, com Basili el Gran o Evagri el Pòntic, que marcan el seu pensament i fan que decideixi continuar la vida religiosa de manera seriosa.

### Reforma cistercenca
En 1660, visita l'abadia de La Trappe, en ruïnes i on la comunitat cistercenca no segueix gairebé cap disciplina. Com a abat comandatari, se'n sent responsable i comença la reforma material i espiritual de l'abadia. Dona als monjos la possibilitat de triar entre continuar i adaptar-se a la reforma o marxar a un altre lloc amb una pensió, i fa venir altres monjos del monestir ja reformat de Perseigne, on s'havia aplicat una reforma d'estricta observança de l'Orde del Cister, seguint amb tot el rigor la Regla de Sant Benet. En destacava l'abstinència absoluta de carn i el treball manual diari; uns seixanta monestirs s'havien acollit a aquesta estricta observança: Sept-Fons, Tamié, Val-Richer, Orval, Clairmarais, Val-des-Choux, etc.), que volia recuperar l'espiritualitat primigènia dels cistercencs, sense separar-se de l'orde ni formar una congregació diferenciada.
Rancé va començar a viure a La Trappe i el 20 d'agost de 1662 s'hi restableix el rés de l'ofici diví. El maig de 1663 marxa a Perseigne per fer-hi el noviciat, ja que no és monjo, com la majoria d'abats comandataris de llavors. El juliol de 1664, el bisbe de Sées el consagra com a abat i esdevé abat de La Trappe, on viurà des de llavors. Abans, va vendre els seus béns i va renunciar a les rendes i beneficis eclesiàstics que tenia. Es convertí un apòstol de la reforma observant del Cister, que va explicar a Declarationes in regulam beati Benedicti ad usum Domus Dei Beatae Mariae de Trappa (obra que no s'arribà a publicar) i a De la sainteté et des devoirs de la vie monastique (1683, De la santedat i deures de la vida monàstica), obra editada amb gran difusió que va provocar controvèrsies amb altres ordes observants com l'Orde de la Cartoixa o la Congregació Benedictina de Sant Maur. Rancé vincula la vida monàstica al Pares del Desert i als inicis del monaquisme oriental, insistint en l'ascetisme, la necessitat del penediment i la penitència, la humilitat i la renúncia a un mateix. Igualment, dona molta importància al silenci, el treball manual i fatigós, especialment el del camp, i els dejunis. Aquest desig d'humilitat fa que deixi de banda els estudis científics al monestir, que poden conduir a l'orgull intel·lectual dels monjos; cau, però, en l'extrem oposat: l'anti-intel·lectualisme, que li retreuran altres autors com Jean Mabillon.
La reforma de l'abadia de la Trappe fou aprovada per la Santa Seu el 2 d'agost de 1677 i el 23 de maig de 1678: La Trappe continuaria sota la jurisdicció de Cîteaux, casa mare de l'orde cistercenc, però amb constitucions pròpies. La reforma va tenir èxit i molts monestirs i monjos s'hi volgueren adherir. Rancé va morir a La Trappe en 1700, en llaor de santedat.

## Obra escrita
- Conduite chrétienne adressée à Son Altesse Royale Madame de Guise. París: Delaulne, 1703 (Conducta cristiana, adreçada a Sa Altesa Reial la Senyora de Guise)
- Constitutions de l'abbaye de La Trappe, avec des réflexions. Brussel·les: Lambert Marchant, 1702 (Constitucions de l'Abadia de La Trapa, amb reflexions)
- De la sainteté et des devoirs de la vie monastique. París: François Muguet, 1683 (De la santedat i dels deures de la vida monàstica)
- Maximes chrétiennes et morales. Delft: Henri van Rhyn, 1699 (Màximes cristianes i morals)

Cartes, editades pòstumament, en diferents reculls (1704, 1846, 1999) i en la seva totalitat a:
- Correspondance, 1642-1700, 4 volums, amb pròleg d'A. J. Krailsheimer. París: Éditions du Cerf, 1993.

## Posteritat
Rancé mai no va plantejar la fundació d'un orde o congregació separats del Cister. Durant la Revolució francesa, l'abat de La Trappe Augustin de Lestrange, s'exilia a Suïssa, on continua la vida de la comunitat. Serà allí on, en 1892, es constituirà l'Orde de Cistercencs Reformats de Notre-Dame de La Trappe, que aviat esdevé l'Orde Cistercenc de l'Estricta Observança.
Malgrat l'exemplaritat de la seva vida i la transcendència de la seva obra, mai, però, hi ha hagut la intenció de canonitzar-lo o venerar-lo, ni tan sols al si de l'orde trapenc: en bona part, respon al desig d'humilitat que fa que el trapenc no concebi que un monjo de l'orde pugui ésser venerat un cop mort.
Aviat començaren a publicar-se biografies i obres sobre el monjo: encara en vida, Daniel de Larroque escriu Les véritables motifs de la conversion de l'abbé de La Trappe (Colònia: Pierre Marteau, 1685), i poc després les biografies de Jacques Marsollier (La vie de Dom Armand Jean le Bouthillier de Rancé. Paris: Jean de Nully, 1703) i Pierre Le Nain (La vie de dom Armand-Jean le Bouthillier de Rancé, abbé & réformateur de l'Abbaye de la Malson-Dieu-Notre-Dame de la Trappe. Paris: Florentin Delaulne, 1719). La biografia més coneguda, però, és la que n'escrigué François-René de Chateaubriand, Vie de Rancé, en 1844, que en difongué la seva figura arreu.